# David Faustino
David Faustino, född 3 mars 1974 i Los Angeles, Kalifornien, är en amerikansk skådespelare. Redan som 20-åring hade Faustino gjort mer än 150 film- och tv-framföranden. Faustino är troligen mest känd för sin roll i TV-serien Våra värsta år där han gestaltar sonen Bud Bundy. Serien pågick under 10 år mellan 1987 och 1997. Han har också varit med i filmerna The Star Chamber (1983), Perfect Harmony (1993), Men Lie (1997), 12 Bucks (1998), The Heist (2000), Get Your Stuff (2000), Kille Bud (2001), Official Rejection (2006), Nice Guys (2006), The Boston Strangler: The Untold Story (2008). Han deltar även i den tecknade TV-serien The Legend of korra som en av huvudkaraktärerna Mako sedan 2012.
I maj 2007 anhölls han för innehav av marijuana, men åtalet för ringa narkotikabrott avskrevs efter att han genomgått ett behandlingsprogram för missbrukare.